# فاليلونغا براتامينو
فاليلونغا براتامينو (بالإيطالية: Vallelunga Pratameno)‏ هي بلدية في مقاطعة كالتانيسيتا في صقلية الإيطالية.

## السكان
في سنة 1861 بلغ عدد السكان 5٬036 نسمة، وتطور العدد ليصل في سنة 2011 لـ 3٬641 نسمة.
يظهر هذا المخطط البياني تطور النمو السكاني لـ فاليلونغا براتامينو